# Koszykarska Liga ZSRR Kobiet
Koszykarska Liga ZSRR Kobiet (oficjalna nazwa:Чемпионат СССР по баскетболу среди женщин) – żeńska koszykarska liga Związku Socjalistycznych Republik Radzieckich, funkcjonująca w latach 1936–1991, wcześniej w latach 1922–1936 pod nazwą Regionalnej Ligi Związku Radzieckiego, po rozpadzie ZSRR jako Narodowa Liga Wspólnoty Niepodległych Państw (1991–1992).
Czterokrotnie w historii (1956, 1959, 1963, 1967) żeńskich rozgrywek w ZSRR mistrza kraju wyłaniono podczas Spartakiady narodów Związku Socjalistycznych Republik Radzieckich, gdzie do rywalizacji stawały reprezentacje poszczególnych republik oraz miast.

## Mistrzynie ZSRR
- 1922–23 Reprezentacja Piotrogrodu
- 1923–24 Reprezentacja Moskwy
- 1924–27 nie rozgrywano
- 1927–28 Reprezentacja Leningradu
- 1928–33 nie rozgrywano
- 1933–34 Reprezentacja Moskwy
- 1934–35 Reprezentacja Leningradu
- 1935–36 Reprezentacja Moskwy
- 1936–37 Dinamo Moskwa
- 1937–38 Dinamo Moskwa
- 1938–39 Dinamo Moskwa
- 1939–40 Dinamo Moskwa
- 1940–43 nie rozgrywano z powodu IIWŚ
- 1943–44 Dinamo Moskwa
- 1944–45 Dinamo Moskwa
- 1945–46 MAI
- 1946–47 MAI
- 1947–48 Dinamo Moskwa
- 1948–49 Dinamo Kijów
- 1949–50 Dinamo Moskwa
- 1950–51 MAI
- 1951–52 Stroitel Moskwa
- 1952–53 Dinamo Moskwa
- 1953–54 MAI
- 1954–55 MAI
- 1955–56 Reprezentacja Moskwy
- 1956–57 Dinamo Moskwa
- 1957–58 Dinamo Moskwa
- 1958–59 Reprezentacja Moskwy
- 1959–60 Daugava Ryga
- 1960–61 Daugava Ryga
- 1961–62 Daugava Ryga
- 1962–63 Reprezentacja Sowieckiej Rebubliki Łotewskiej
- 1963–64 Daugava Ryga
- 1964–65 Daugava Ryga
- 1965–66 Daugava Ryga
- 1966–67 Reprezentacja Sowieckiej Rebubliki Łotewskiej
- 1967–68 Daugava Ryga
- 1968–69 Daugava Ryga
- 1969–70 Daugava Ryga
- 1970–71 Daugava Ryga
- 1971–72 Daugava Ryga
- 1972–73 Daugava Ryga
- 1973–74 Spartak Leningrad
- 1974–75 Daugava Ryga
- 1975–76 Daugava Ryga
- 1976–77 Daugava Ryga
- 1977–78 Spartak Moskwa
- 1978–79 Daugava Ryga
- 1979–80 Daugava Ryga
- 1980–81 Daugava Ryga
- 1981–82 Daugava Ryga
- 1982–83 Daugava Ryga
- 1983–84 Daugava Ryga
- 1984–85 CSKA Moskwa
- 1985–86 Dinamo Nowosybirsk
- 1986–87 Dinamo Nowosybirsk
- 1987–88 Dinamo Nowosybirsk
- 1988–89 CSKA Moskwa
- 1989–90 Elektrosiła Leningrad
- 1990–91 Dinamo Kijów
- 1991–92 Dinamo Kijów

## Medaliści
| Rok  | Mistrz                                        | Wicemistrz                                    | Brąz                                                                        | Adnotacje                                  |
| ---- | --------------------------------------------- | --------------------------------------------- | --------------------------------------------------------------------------- | ------------------------------------------ |
| 1992 | Dinamo Kijów                                  | Kiszyniów Mołdawia                            | CSКА Moskwa                                                                 | Mistrzostwa Wspólnoty Niepodległych Państw |
| 1991 | Dinamo Kijów                                  | CSКА Moskwa                                   | Gorizont Mińsk                                                              |                                            |
| 1990 | Elektrosiła Leningrad                         | CSКА Moskwa                                   | Dinamo Wołgograd                                                            |                                            |
| 1989 | CSКА Moskwa                                   | Gorizont Mińsk                                | Dinamo Wołgograd                                                            |                                            |
| 1988 | Dinamo Nowosybirsk                            | CSКА Moskwa                                   | Elektrosiła Leningrad                                                       |                                            |
| 1987 | Dinamo Nowosybirsk                            | Spartak Leningrad                             | CSКА Moskwa                                                                 |                                            |
| 1986 | Dinamo Nowosybirsk                            | Daugava Ryga                                  | CSКА Moskwa                                                                 |                                            |
| 1985 | CSКА Moskwa                                   | Dinamo Nowosybirsk                            | Daugava Ryga                                                                |                                            |
| 1984 | Daugava Ryga                                  | CSКА Moskwa                                   | Kibirksztis Wilno                                                           |                                            |
| 1983 | Daugava Ryga                                  | CSКА Moskwa                                   | Dinamo Nowosybirsk                                                          |                                            |
| 1982 | Daugava Ryga                                  | Spartak Moskwa                                | Dinamo Nowosybirsk                                                          |                                            |
| 1981 | Daugava Ryga                                  | Spartak Moskwa                                | Dinamo Nowosybirsk                                                          |                                            |
| 1980 | Daugava Ryga                                  | Spartak Moskwa                                | CSКА Moskwa                                                                 |                                            |
| 1979 | Daugava Ryga                                  | Spartak Moskwa                                | Dinamo Moskwa                                                               |                                            |
| 1978 | Spartak Moskwa                                | Daugava Ryga                                  | Dinamo Moskwa                                                               |                                            |
| 1977 | Daugava Ryga                                  | Dinamo Moskwa                                 | Spartak Moskwa                                                              |                                            |
| 1976 | Daugava Ryga                                  | Spartak Moskwa                                | Spartak Leningrad                                                           |                                            |
| 1975 | Daugava Ryga                                  | Spartak Leningrad                             | Spartak Moskwa                                                              |                                            |
| 1974 | Spartak Leningrad                             | Daugava Ryga                                  | Urałmasz Swierdłowsk                                                        |                                            |
| 1973 | Daugava Ryga                                  | Spartak Leningrad                             | Urałmasz Swierdłowsk                                                        |                                            |
| 1972 | Daugava Ryga                                  | Spartak Leningrad                             | Kibirksztis Wilno                                                           |                                            |
| 1971 | Daugava Ryga                                  | Spartak Leningrad                             | Kibirksztis Wilno                                                           |                                            |
| 1970 | Daugava Ryga                                  | Spartak Leningrad                             | Spartak Moskwa                                                              |                                            |
| 1969 | Daugava Ryga                                  | Spartak Moskwa                                | Kibirksztis Wilno                                                           |                                            |
| 1968 | Daugava Ryga                                  | Spartak Moskwa                                | Buriewiestnik Leningrad                                                     |                                            |
| 1967 | Reprezentacja Sowieckiej Republiki Łotewskiej | Reprezentacja Moskwy                          | Reprezentacja Rosyjskiej Federacyjnej Socjalistycznej Republiki Radzieckiej | Spartakiada narodów ZSRR                   |
| 1966 | Daugava Ryga                                  | GPI Tbilisi                                   | Dinamo Moskwa                                                               |                                            |
| 1965 | Daugava Ryga                                  | GPI Tbilisi                                   | SКА Leningrad                                                               |                                            |
| 1964 | Daugava Ryga                                  | Buriewiestnik Leningrad                       | SКА Leningrad                                                               |                                            |
| 1963 | Reprezentacja Sowieckiej Republiki Łotewskiej | Reprezentacja Leningradu                      | Reprezentacja Moskwy                                                        | Spartakiada narodów ZSRR                   |
| 1962 | Daugava Ryga                                  | SКА Leningrad                                 | Sierp i Młot Moskwa                                                         |                                            |
| 1961 | Daugava Ryga                                  | SКА Leningrad                                 | Buriewiestnik Leningrad                                                     |                                            |
| 1960 | Daugava Ryga                                  | USK Tartu                                     | SКА Leningrad                                                               |                                            |
| 1959 | Reprezentacja Moskwy                          | Reprezentacja Sowieckiej Republiki Estońskiej | Reprezentacja Leningradu                                                    | Spartakiada narodów ZSRR                   |
| 1958 | Dinamo Moskwa                                 | Kalew Tartu                                   | Daugava Ryga                                                                |                                            |
| 1957 | Dinamo Moskwa                                 | Kalew Tartu                                   | Stroitiel Moskwa                                                            |                                            |
| 1956 | Reprezentacja Moskwy                          | Reprezentacja Sowieckiej Republiki Łotewskiej | Reprezentacja Leningradu                                                    | Spartakiada narodów ZSRR                   |
| 1955 | МАI Moskwa                                    | Stroitiel Moskwa                              | Dinamo Moskwa                                                               |                                            |
| 1954 | МАI Moskwa                                    | Dinamo Moskwa                                 | Stroitiel Moskwa                                                            |                                            |
| 1953 | Dinamo Moskwa                                 | МАI Moskwa                                    | Iskra Leningrad                                                             |                                            |
| 1952 | Stroitiel Moskwa                              | МАI Moskwa                                    | Dinamo Moskwa                                                               |                                            |
| 1951 | МАI Moskwa                                    | Dinamo Moskwa                                 | Lokomotiw Moskwa                                                            |                                            |
| 1950 | Dinamo Moskwa                                 | Dinamo Kijów                                  | Lokomotiw Moskwa                                                            |                                            |
| 1949 | Dinamo Kijów                                  | Lokomotiw Moskwa                              | Dinamo Moskwa                                                               |                                            |
| 1948 | Dinamo Moskwa                                 | МАI Moskwa                                    | Lokomotiw Moskwa                                                            |                                            |
| 1947 | МАI Moskwa                                    | Dinamo Moskwa                                 | Lokomotiw Moskwa                                                            |                                            |
| 1946 | МАI Moskwa                                    | Stroitiel Moskwa                              | Dinamo Moskwa                                                               |                                            |
| 1945 | Dinamo Moskwa                                 | МАI Moskwa                                    | Dinamo Kijów                                                                |                                            |
| 1944 | Dinamo Moskwa                                 | Lokomotiw Moskwa                              | Spartak Moskwa                                                              |                                            |
| 1940 | Dinamo Moskwa                                 | Lokomotiw Moskwa                              | Spartak Leningrad                                                           |                                            |
| 1939 | Dinamo Moskwa                                 | Lokomotiw Moskwa                              | Spartak Moskwa                                                              |                                            |
| 1938 | Dinamo Moskwa                                 | Spartak Moskwa                                | Spartak Leningrad                                                           |                                            |
| 1937 | Dinamo Moskwa                                 | Lokomotiw Moskwa                              | Leningrad GOLIFK                                                            |                                            |

## Bilans tytułów mistrzowskich
| Klub                  | Mistrzostwa | Mistrzowskie lata                                     |
| --------------------- | ----------- | ----------------------------------------------------- |
| Daugava Ryga          | 21          | 1960-1962, 1964-1966, 1968-1973, 1975-1977, 1979-1984 |
| Dinamo Moskwa         | 11          | 1937-1945, 1948, 1950, 1953, 1957, 1958               |
| MAI Moskwa            | 5           | 1946, 1947, 1951, 1954, 1955                          |
| Dinamo Kijów          | 3           | 1949, 1991, 1992                                      |
| Dinamo Nowosybirsk    | 3           | 1986-1988                                             |
| Elektrosiła Leningrad | 2           | 1974, 1990                                            |
| CSKA Moskwa           | 2           | 1985, 1989                                            |
| Spartak Nogińsk       | 1           | 1978                                                  |